# 231 Puppis
231 Puppis (O Puppis) é uma estrela na direção da Puppis. Possui uma ascensão reta de 07h 57m 51.73s e uma declinação de −45° 34′ 39.9″. Sua magnitude aparente é igual a 5.14. Considerando sua distância de 300 anos-luz em relação à Terra, sua magnitude absoluta é igual a 0.32. Pertence à classe espectral K2III.